# فقی طیران

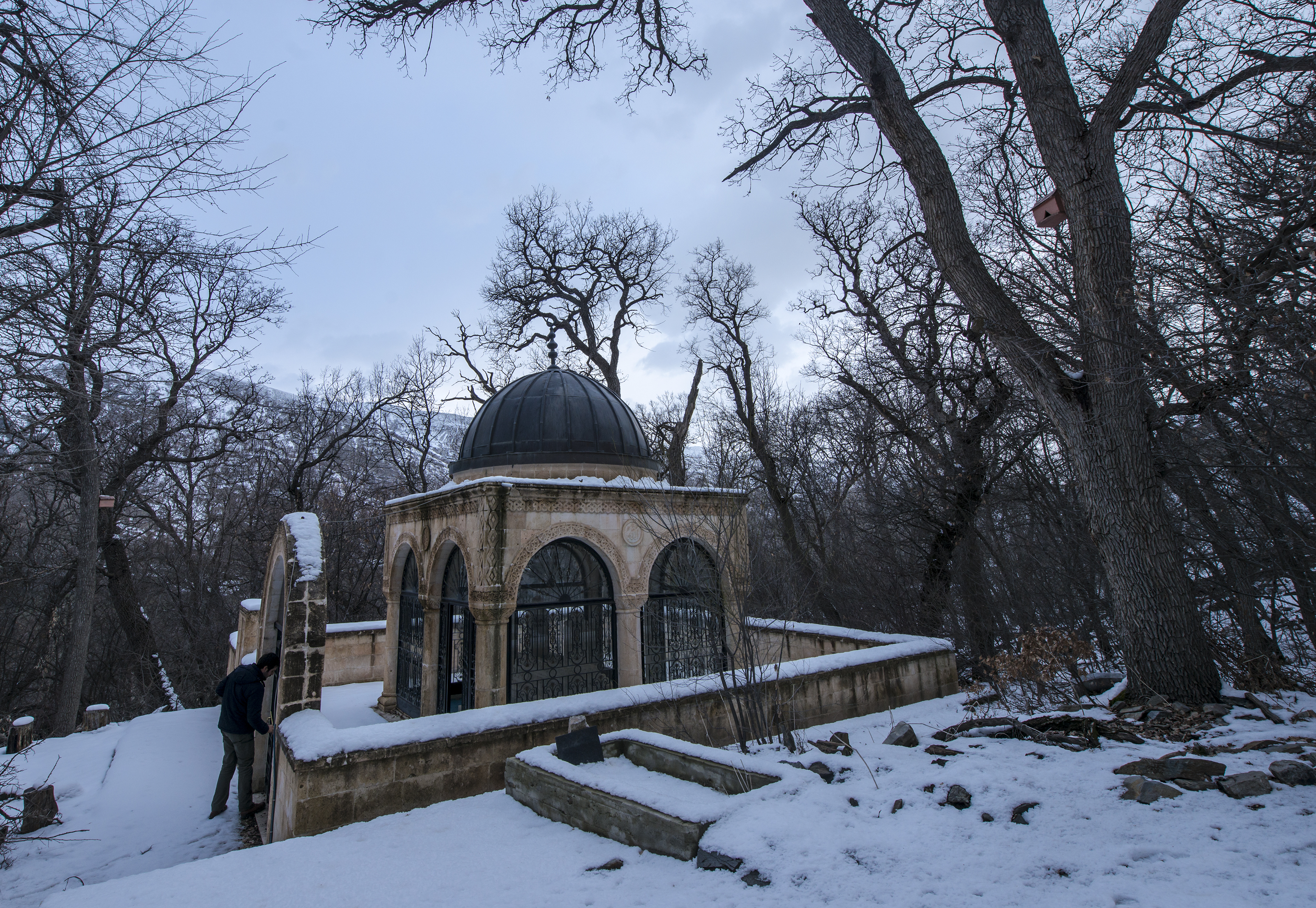
آرامگاه فقی طیران

فقی طیران یا فقیه طیران(متوفی بعد از ۱۰۵۰ق) (به کردی: فەقێی تەیران یا Feqiyê Teyran) (یا ۱۵۶۳-۱۶۴۱م) شاعر و صوفی کُرد سده شانزدهم و هفدهم است. او از اولین و مشهورترین شاعران نویسای پرکار کُرد است.

## زندگی
نام اصلی فقی طیران محمد بود. از این رو گاهی "میم و ح" تخلص می‌کرد. از زندگی او اطلاعات کم در دسترس است. وی در موکس واقع در استان حکاری ترکیه امروزی دیده به جهان گشود. الکساندر ژابا اعتقاد دارد وی در فاصله سال‌های ١٣٠٢ تا ١٣٧٥ میلادی زیسته است.

## میراث و آثار
از فقی طیران آثار زیادی برجا مانده است. از مشهورترین این داستان‌ها شیخ صنعان، برصیصای عابد، زنبیل فروش و قصه اسب سیاه را می‌توان نام برد. بسیاری از این اشعار به صورت ترانه در آمده‌اند.